# Дарранг

Округа Ассама (8 — Дарранг)

Дарранг (ассам. দৰং; англ. Darrang) — округ в индийском штате Ассам. Образован в 1933 году. Административный центр — город Мангалдай. Площадь округа — 3481 км². По данным всеиндийской переписи 2001 года население округа составляло 1 504 320 человек. Уровень грамотности взрослого населения составлял 55,4 %, что немного ниже среднеиндийского уровня (59,5 %). Доля городского населения составляла 5 %.
Занимает территорию дуаров к северу от Брахмапутры.
7 декабря 2003 в результате соглашения с ассамским сопротивлением Бодоланда было образовано Территориальное Объединение Бодоланд в составе штата Ассам, в состав которого вошёл новообразованный округ Удалгури, занимающий значительную часть (1852 км²) округа Дарранг на севере.
После образования Бодоланда округ перестал граничить с Бутаном.